# Rhopalaea defecta
Rhopalaea defecta är en sjöpungsart som först beskrevs av Sluiter 1904.  Rhopalaea defecta ingår i släktet Rhopalaea och familjen Diazonidae. Inga underarter finns listade i Catalogue of Life.